# 小行星8566
小行星8566（英語：8566）是一颗围绕太阳公转的小行星。1996年3月15日，近地小行星追踪在茂宜岛发现了此天体。
这颗小行星的绝对星等为125.0861164406341等。